# روشت بزرغ (بناجوي الشمالي)
روشت بزرغ (بالفارسية: روشت بزرگ) هي مستوطنة تقع في إيران في قسم بناجوي الشمالي الريفي. يقدر عدد سكانها بـ 2,616 نسمة .